# Elfrida Crowlandska
Elfrida Crowlandska (eng.: Ælfthryth of Crowland; ? - Crowland, 835.) je djevičanska svetica koju se slavi u rimokatoličkoj Crkvi. 

## Životopis
Bila je kćer Offe, mercijskog kralja. Prema jednoj legendi, bila je obećana kralju Istočne Anglije, svetom Etelbertu. Kad je došao na Offin dvor po nju, podmuklo je ubijen. Nedjelo kojim je ubijen je po toj legendi osmislila Offina kraljica Cynethryth. 
Nakon ovog događaja, Elfrida se povukla u močvare Crowlandska opatije, gdje se zatvorila u ćeliju i živjela izolirano do kraja života. Nekada se miješa s Aelfledom (Ælfleda), još jednom Offinom kćeri, čiji je suprug također podmuklo ubijen. Umrla je oko 835. godine. 